# Francesc Betriu
Francesc Betriu Cabeceran (Orgañá, Lérida, 18 de enero de 1940 - Valencia, 7 de octubre de 2020) fue un director de cine y televisión español, conocido como Francesc Betriu o también como Paco Betriu. En su trabajo destacó el tono de comedia negra en tiempos del franquismo y su capacidad para la adaptación literaria, con adaptaciones de autores como Miguel Delibes, Juan Marsé, Ramón J. Sender, Mercè Rodoreda. La academia cinematográfica catalana le consideró «un nombre esencial para entender la España de la dictadura y la Transición, o las relaciones entre el cine y la literatura».

## Carrera
Estudiante de Ciencias Económicas y Políticas y obtuvo una diplomatura en Sociología además de ser alumno de la Escuela Oficial de Cinematografía (EOC) donde aprendió de Berlanga, Borau, Saura o Sáenz de Heredia. Trabajó como productor de cine y en televisión y fue pionero a finales de los años 60 en la producción independiente de cortometrajes. Junto a Manuel Gutiérrez Aragón, José Luis García Sánchez y Antonio Drove, entre otros, decidieron producir trece cortometrajes. De allí surgieron los cortos “Que se puede hacer con una chica?, “Labeleciallalacio” o “Bolero de Amor”.
Fue redactor de la revista Nuevos Fotogramas. Comenzó en el medio cinematográfico como ayudante de dirección en la película Antonio y Lola (1965), de Manuel Revuelta. Un año más tarde comenzaría a rodar cortometrajes como Los Beatles en Madrid (1966), Gente de mesón (1969) y Bolero de amor (1970).
La mayoría de sus películas están inspiradas en obras literarias. En sus adaptaciones predomina el gusto por la comedia hispana, negra y esperpéntica.  Es el caso de Corazón solitario (1972) y Furia española (1975), con guiones coescritos por el también cineasta José Luis García Sánchez; la comedia La viuda andaluza (1976) y Los fieles sirvientes (1980), premiada con una Mención a la Película Española de Mayor Calidad en la Mostra de Cinema Mediterrani.
Después de Playas y piscinas (1981) y La plaza del Diamante (1982), rodó una nueva adaptación, Réquiem por un campesino español (1985), basada, en este caso, en la novela homónima de Ramón J. Sender (1901–1982). En este filme contó con Fernando Fernán Gómez, Terele Pávez y un joven Antonio Banderas.
Vida privada (1987) fue una miniserie rodada para televisión protagonizada por Héctor Alterio. En su siguiente trabajo, Sinatra (1988), basado en la novela de Raúl Núñez, Francesc Betriu narra la vida de un imitador del cantante estadounidense Frank Sinatra, interpretado por Alfredo Landa. En el reparto también se encuentran la televisiva Ana Obregón y Maribel Verdú. Sus siguientes largometrajes fueron Eurocop (1988) y la serie producida por TVE Un día volveré (1990), basada en la novela de Juan Marsé. 
Betriu no volvió a rodar hasta seis años más tarde: la comedia La duquesa roja (1996), una película coproducida por Andrés Vicente Gómez y protagonizada por Rosa María Sardá. Otros actores del reparto son Loles León, Javier Gurruchaga y María Isbert, entre otros.
Una pareja perfecta (1998), también producida por Andrés Vicente Gómez y protagonizada por Antonio Resines y José Sazatornil, es una adaptación de la novela Diario de un jubilado, de Miguel Delibes.
En 1999 el Festival de Cine de Peñíscola (Castellón), homenajeó al cineasta ilerdense exhibiendo su filmografía. El propio Betriu participó en la muestra interviniendo en una muestra redonda en la que también participaron Antonio Llorens y Alessandra Armitano, los autores del libro Francesc Betriu, profundas raíces, sobre la vida del cineasta catalán. 
Sus dos últimos trabajos han sido el largometraje El paraíso ya no es lo que era (2000) y la película para televisión La madre de mi marido (2004), en cuyo guion también participó Susana Prieto.
En 2014 fue galardonado con el Premio Sant Jordi de Cinematografía.
El 19 de enero de 2020 recibió el Premio Gaudí de Honor "por su firme compromiso social y la diversidad de su producción". Residía entre San Pol de Mar (Barcelona) y en Valencia en los últimos 20 años.

## Filmografía

### Como director
- (1972) Corazón solitario.
- (1975) Furia española.
- (1976) La viuda andaluza.
- (1979) Los fieles sirvientes.
- (1982) La plaça del Diamant.
- (1985) Réquiem por un campesino español.
- (1988) Sinatra.
- (1996) La duquesa roja.
- (1998) Una pareja perfecta.
- (2000) El paraíso ya no es lo que era.
- (2004) La madre de mi marido.
- (2009) Mónica del Raval.
- (2012) El día que murió Gracia Imperio.

### Como guionista
- (1965) Historias de la fiesta.
- (1972) Corazón solitario.
- (1975) Furia española.
- (1976) La viuda andaluza.
- (1988) Sinatra.
- (2009) Mónica del Raval.

## Premios
Medallas del Círculo de Escritores Cinematográficos
| Año  | Categoría          | Película          | Resultado |
| ---- | ------------------ | ----------------- | --------- |
| 1970 | Mejor cortometraje | Bolero de amor    | Ganador   |
| 1972 | Premio revelación  | Corazón solitario | Ganador   |

Premios Sant Jordi
| Año  | Categoría                           | Resultado |
| ---- | ----------------------------------- | --------- |
| 2014 | Premio a la trayectoria profesional | Ganador   |